# Чатто, Бет
Бет Ча́тто (англ. Beth Chatto; 27 июня 1923 — 13 мая 2018) — английский садовод, ландшафтный дизайнер и писательница, известная тем, что разбила и описала сады Beth Chatto Gardens возле деревни Элмстед Маркет в английском графстве Эссекс. Она написала несколько книг о садоводстве в конкретных экологических условиях и читала лекции об этом в Великобритании, Северной Америке, Австралии, Нидерландах и Германии. Её принцип размещения нужного растения в нужном месте основывался на исследованиях её мужа Эндрю Чатто о происхождении садовых растений, которые он проводил всю жизнь.

## Биография
Чатто родилась в Гуд Истер, Эссекс, Англия, дочь Бесси (урождённой Стайлз) и Уильяма Литтла, энтузиаста-садовода. Названная Бесси Дианой, она использовала имя Бет, начиная с двадцати лет. Она посещала Среднюю школу округа Колчестер для девочек и обучалась на учителя в колледже Хокерилл Энгло-Эеропин, Бишопс-Стортфорд с 1940 по 1943 год.
В начале 1940-х годов она познакомилась с Эндрю Чатто, фермером-фруктоводом, внуком основателя издательской фирмы Chatto & Windus. Их общая любовь к растениям помогла им сблизиться, и в 1943 году они поженились. Пара жила в Брейсвик, Колчестер, где в 1946 и 1948 годах родились две их дочери, Диана и Мэри. В 1960 году они переехали в новый дом White Barn House, построенный на ферме в Элмстед Маркет. Эндрю умер в 1999 году.
Супруги познакомились с сэром Седрик Моррис, чья художественная школа в Бентон-Энде в Хэдли, Саффолк привлекла таких художников, как Фрэнсис Бэкон и Люсьен Фрейд, которые позже приобрели известность. Бет Чатто узнала о растениях от Морриса, но была огорчена, когда он посоветовал ей переехать в другой дом, если она хочет создать великолепный сад. У Чатто была подруга, жившая неподалёку, по имени Памела Андервуд, которая имела питомник и увлекалась флористикой. Она уговорила Чатто принять в этом участие, и они стали двумя членами-основателями второго в стране клуба аранжировки цветов в Колчестере. С конца 1950-х годов Чатто участвовала в садоводческом движении, читая лекции, открывая новые клубы и демонстрируя аранжировку цветов. Члены клуба стали восторженной аудиторией для необычных растений, и с небольшого листа, напечатанного от руки, начался бизнес по рассылке товаров по почте. С 1960 года Чатто работали над развитием садов Чатто. 
В 1967 году Чатто открыли питомник ‘Unusual Plants’ (Необычные растения), используя свой сад в качестве живого каталога и разделив растения для продажи по рекомендуемым условиям, чтобы посетители могли выбрать те, которые подходят их садам. В то время этот подход был необычным, и она использовала его с большим успехом, когда начала создавать экспозиции для цветочных выставок RHS.
В 1978 издательство J. M. Dent выпустило первую книгу Чатто — The Dry Garden («Сухой сад»).
Чатто умерла в возрасте 94 лет, 13 мая 2018 года.
В последние годы жизни Чатто заказала автору Кэтрин Хорвуд написать о её жизни и работе. Бет Чатто: A Life with Plants была опубликована в 2019 году издательством Pimpernel Press.

## СадыBeth Chatto Gardens
Строительство Beth Chatto Gardens в Элмстед Маркет недалеко от Колчестера началось в 1960 году. Он был пристроен к дому семьи Чатто на земле, которая ранее принадлежала фруктовой ферме семьи Чатто. Раньше здесь не занимались земледелием, поскольку почва считалась слишком сухой в одних местах и слишком влажной в других, и вся территория заросла терновником, ивой и мангольдом. Единственные растения, сохранившиеся с самых ранних времён, — это древние дубы, окружающие сад.
Сады Бет Чатто состоят из разнообразных посадок общей площадью 7 акров, включая сухой, прогреваемый солнцем гравий, водные и маргинальные посадки, лесные, тенистые, тяжёлые глинистые и альпийские посадки. В настоящее время они включают Гравийный сад, Лесной сад, Водный сад, Длинную тенистую аллею, Сад водохранилища (перепроектированный главным садовником Асой Грегерс-Варг и директором сада и питомника Дэвидом Уордом при участии Бет) и Сад осыпей. Развитие этих мест побудило Бет Чатто написать книги по садоводству о том, что можно считать «проблемными зонами», используя растения, которые природа разработала для выживания в различных условиях..
Бет Чатто жила в белом доме посреди садов. Она работала с командой над созданием садов и продолжала проверять и одобрять их работу до самой смерти. Она участвовала в написании статей для международной и национальной прессы и выступала в международных СМИ.

## Выставки
В январе 1975 года Чатто создал небольшой зимний сад в одном из Королевское садоводческое общество. Halls, Лондон SW1. Затем последовали новые экспонаты, и в конце концов выставка «Необычные растения» Beth Chatto Gardens появилась на Chelsea Flower Show. Экспонаты выставки «Необычные растения» были удостоены десяти золотых медалей подряд на Chelsea Flower Show с 1977 по 1987 год, за исключением того, что в 1983 году она не выставлялась. Экспонаты садов Бет Чатто до сих пор можно увидеть на выставке Tendring Hundred Show в Эссекс.

## Список публикаций
Бет Чатто была автором многих книг по садоводству, в том числе переписывалась со своим другом и коллегой-садовником и писателем Кристофером Ллойдом:
- The Dry Garden. — J. M. Dent, 1978. — ISBN 0-460-04317-X.
- The Damp Garden. — J. M. Dent, 1982. — ISBN 0-460-04551-2.
- Plant Portraits. — J. M. Dent, 1985. — ISBN 978-046-0-0460-08. (out of print)
- The Beth Chatto Garden Notebook. — Orion, 1988. — ISBN 978-046-0-0473-57.
- The Green Tapestry. — New York, NY : Simon & Schuster, 1990. — ISBN 978-067-1-6703-68. (out of print, rev. ed. Beth Chatto’s Green Tapestry: Perennial Plants for Your Garden, London, England, HarperCollins, 1999)
- Dear Friend and Gardener: letters exchanged between Beth Chatto and Christopher Lloyd. — Frances Lincoln, 1998. — ISBN 978-071-1-2122-75.
- Beth Chatto's Gravel Garden. — Frances Lincoln, 2000. — ISBN 978-071-1-2142-55. (reprinted in 2016 as Drought-Resistant Planting)
- Beth Chatto's Woodland Garden:Shade-Loving Plants for Year-Round Interest. — Cassell, 2002. — ISBN 978-030-4-3636-67.
- The Damp Garden. — Cassell, 2005. — ISBN 978-184-4-0304-53.
- Beth Chatto's Shade Garden. — Pimpernel Press, 2017. — ISBN 978-191-0-2582-24. (previously Beth Chatto’s Woodland Garden, 2008)

## Награды и награды
- 1987: Награждена Мемориальной медалью Лоуренса[11]
- 1987: НаграждНагражденаена RHS Почётная медаль Виктории[11]
- 1987: Награждён почётной степенью Университет Эссекса[11]
- 1995: Включена в Международный зал славы профессиональных и деловых женщин за выдающиеся достижения в области внедрения экологии растений в садовый дизайн[11]
- 1998: Награждена премией «За жизненные достижения» Гильдия садовых писателей[11].
- 2002: Награждена Officer of the Order of the British Empire (OBE) в Queen’s Birthday Honours[11].
- 2009: Награждена почётной степенью Anglia Ruskin University[11].
- 2011: Названа стипендиатом Пола Харриса Rotary Club[11].
- 2014: Награждена премией Общества садового дизайна John Brookes. Lifetime Achievement Award[11]

## Наследие
Образовательный фонд Бет Чатто был основан для привлечения всех возрастных групп к растениям и садам, а также для экологического подхода к ним. Фонд также спонсирует экологическую премию Бет Чатто под эгидой Гильдии садовых СМИ..
Общество садовых дизайнеров учредило премию Beth Chatto Eco Garden Award, которая будет присуждаться с 2020 года и далее. Она будет посвящена экологическому воздействию садового дизайна.